# Stadion Miejski im. Marszałka Józefa Piłsudskiego w Bydgoszczy
Stadion Miejski im. Marszałka Józefa Piłsudskiego – stadion żużlowy i piłkarski w Bydgoszczy wybudowany w 1924 roku, wielokrotnie modernizowany. Jest własnością miasta Bydgoszczy, a jego zarządcą Bydgoskie Centrum Sportu.

## Charakterystyka
- Typ stadionu: piłkarsko-żużlowy
- Pojemność: 13 500 widzów (miejsc siedzących)
- Infrastruktura piłkarska: boisko o wymiarach 105 × 68 m, murawa naturalna
- Infrastruktura żużlowa: tor o nawierzchni granitowej o długości 348 m, szerokości 12 m na prostych i 14,7 m na łukach
- Oświetlenie: sztuczne 1000 luksów

Na obiekcie znajduje się również wybudowany w 2010 minitor żużlowy im. Mieczysława Połukarda, na którym odbywają się treningi i zawody miniżużlowe.
W otoczeniu stadionu znajdują się obiekty należące do Centrum Edukacji Kultury Fizycznej i Sportu Uniwersytetu Kazimierza Wielkiego: hala sportowa na 1,5 tys. widzów, kryty basen pływacki, siłownie, sale do fitness i sportów walki, korty tenisowe oraz boiska treningowe.

## Historia
W marcu 1922 zawiązał się Komitet Wychowania Fizycznego w Bydgoszczy, który zwrócił się do władz miasta o przydział terenów pod budowę boiska. W imieniu komitetu prośbę do prezydenta miasta Bernarda Śliwińskiego poparł dowódca garnizonu bydgoskiego gen. Władysław Jung. W wyniku uchwały 8 miliardów marek przeznaczono na prace przy urządzaniu boiska. Powołana komisja budowy znalazła odpowiedni teren na osiedlu Bielawy. Projektantem stadionu został znany bydgoski architekt Bogdan Raczkowski. Otwarcia stadionu dokonano 3 sierpnia 1924 w obecności ówczesnego prezydenta Stanisława Wojciechowskiego i wojewody wielkopolskiego Adolfa Bnińskiego. W tymże dniu odbył się zjazd Sokołów z Pomorza, w którym wzięło udział ponad 120 gniazd.

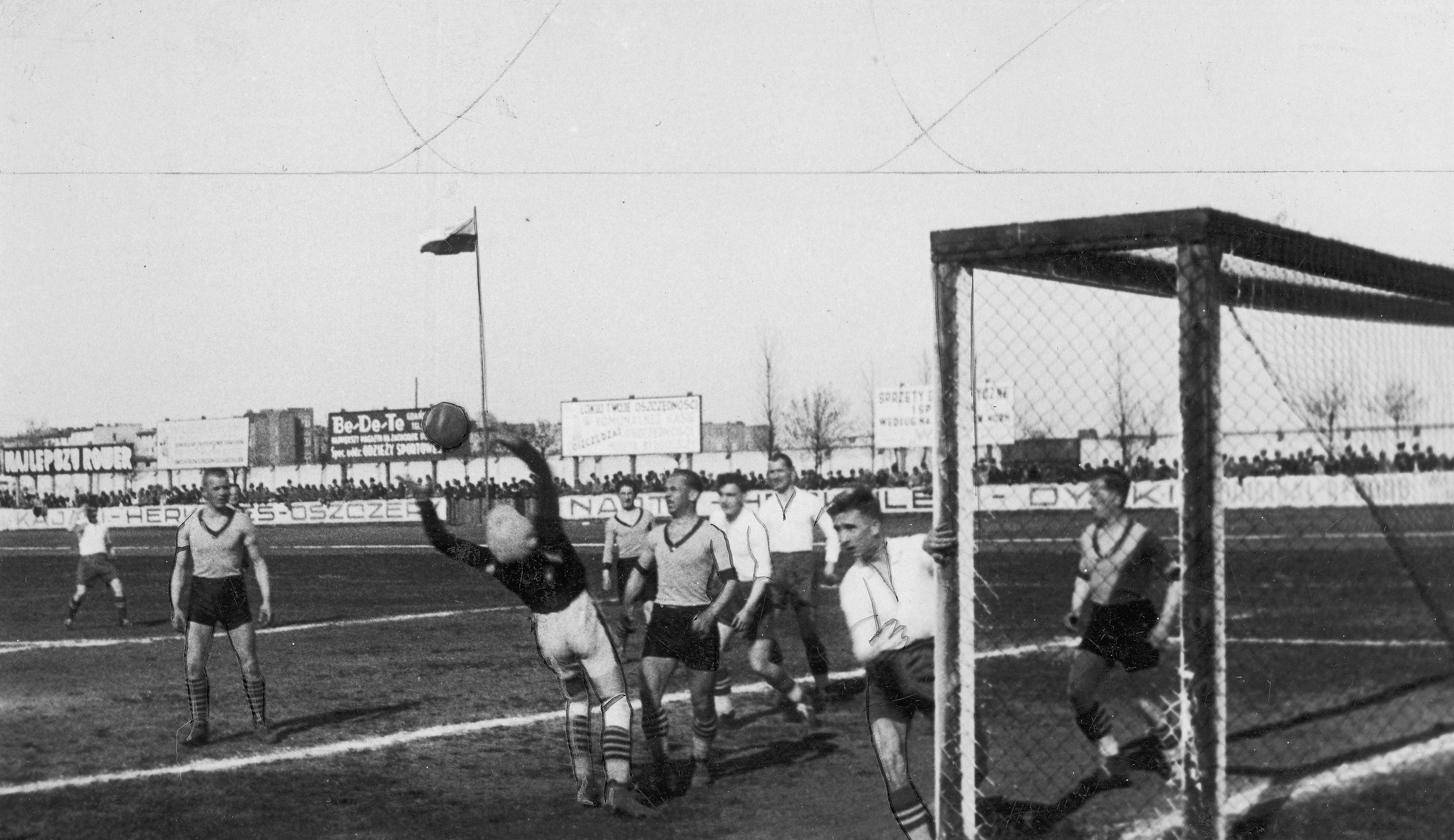
Mecz piłki nożnej Polonia Bydgoszcz - Śmigły Wilno (2ː1), 21 kwietnia 1935 r.

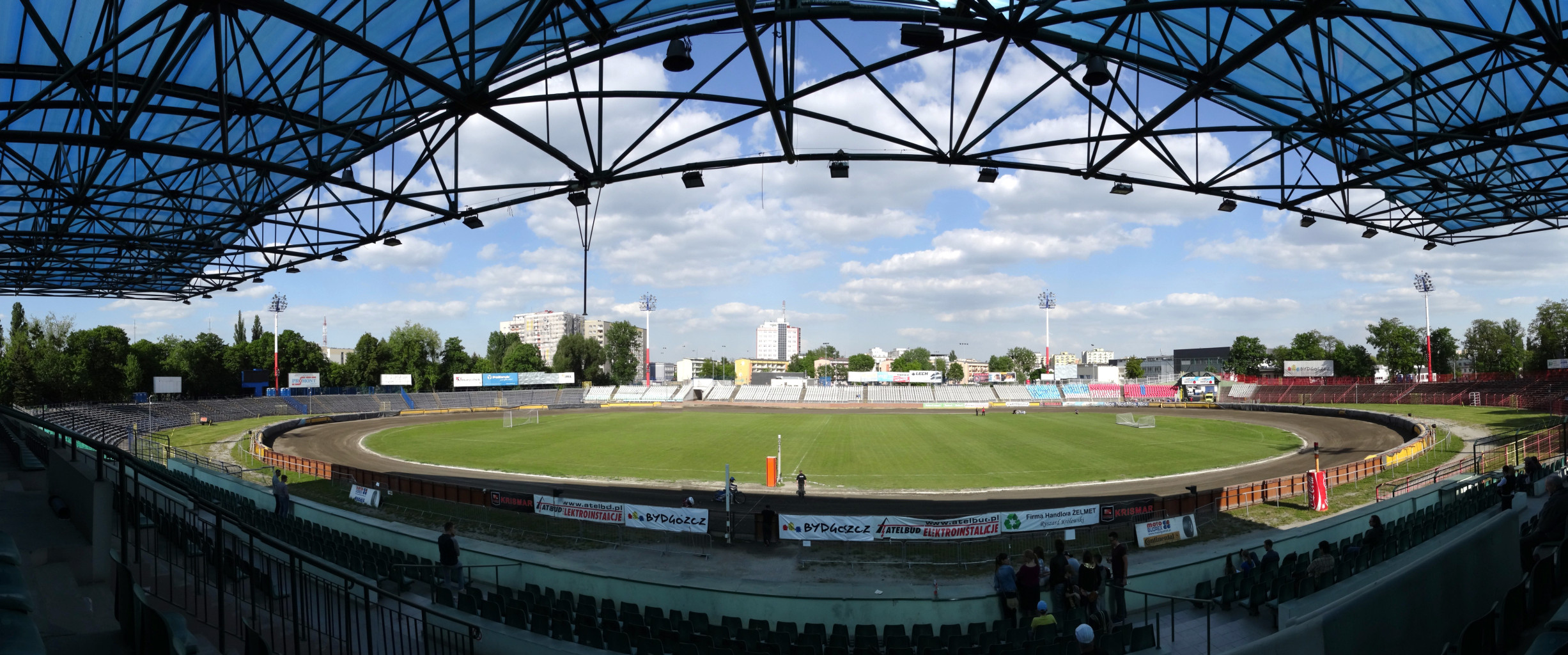
Widok z trybuny głównej

Początkowo był to obiekt typowo piłkarski i lekkoatletyczny. W 1926 ukończono budowę boiska, a rok później toru kolarskiego. W kwietniu 1928 rozpoczęto budowę żelbetonowej trybuny na 2 tysiące widzów. W środkowej części wybudowano lożę reprezentacyjną i miejsce dla orkiestry. Pod trybuną zlokalizowano szatnie, natryski, restaurację oraz pokoje klubowe. W 1929 powstały urządzenia lekkoatletyczne oraz 6 boisk treningowych. Połowę kosztów sfinansowało miasto, a resztę wojsko, kolejnictwo i osoby prywatne.
W 1930 na lekkoatletycznej bieżni pasjonaci sportu motocyklowego zorganizowali pierwsze wyścigi żużlowe. W 1931 poszerzono bieżnię lekkoatletyczną z 4 do 6 torów, wzniesiono drewnianą trybunę oraz rozpoczęto budowę toru żużlowego o długości 550 m. Na sąsiadującym terenie istniały prowizoryczne boiska do siatkówki, koszykówki oraz korty tenisowe. W latach 1932–1933 zbudowano murowane ogrodzenie wokół stadionu oraz zamontowano oświetlenie – rzadkość w tamtych czasach. Od 1932 na stadionie rozgrywano kilkukrotnie ogólnopolskie zawody lekkoatletyczne oraz żużlowe o randze mistrzostw Polski. Rozgrywała tu także mecze piłkarska drużyna Polonii Bydgoszcz, która w latach 1928–1935 uzyskiwała tytuły mistrzów Pomorza, lecz mimo podejmowanych prób nie udało jej się awansować do ekstraklasy piłki nożnej. W 1935 roku stadion otrzymał imię marszałka Józefa Piłsudskiego. W 1938 przy stadionie oddano do użytku najnowocześniejszy w kraju tor łuczniczy. Do nowoczesnych zaliczał się również użytkowany przez Bydgoski Klub Motocyklistów tor żużlowy.
W okresie okupacji na stadionie bydgoskim Niemcy urządzali zawody jeździeckie, w których rywalizował Wehrmacht, Sturmabteilung, Schutzstaffel i Hitlerjugend. Ponadto rozgrywano zawody piłkarskie oraz spartakiady na cześć zdobycia przez III Rzeszę ziem wschodnich. Obiekt przeznaczono tylko dla Niemców. 26 maja 1942 hitlerowcy dokonali tu egzekucji (powieszenie) na 10 Polakach. W latach 1940–1944 na stadionie swoje mecze rozgrywała niemiecka drużyna SG Bromberg.
Po wojnie obiekt służył jako główny stadion miejski dla różnych dyscyplin sportu i dla wielu klubów. Mecze rozgrywali tu także m.in. piłkarze Zawiszy do czasu wzniesienia własnego stadionu. W 1949 po likwidacji klubu Polonia, miasto przekazało obiekt MKS Gwardii (od 1957 MKS Polonia). Po 1960 funkcję głównego miejskiego stadionu piłkarsko-lekkoatletycznego przejął nowy obiekt Zawiszy, natomiast stadion Polonii modernizowano głównie pod potrzeby rozgrywanych tu imprez żużlowych. W latach 1963–1964 wybudowano bandy ochronne, zaplecze warsztatowe, boksy dla zawodników, a w latach 60. oświetlenie, które zdemontowano pod koniec lat 80. Tor żużlowy kilkukrotnie skracano, dostosowując go do międzynarodowych przepisów: 550 m (1948), 460 m (1951), 399 m (1964), 374 m (1987), 348 m (1991).
W 1993 na przeciwległej do startu prostej wybudowano park maszynowy, a w latach 1995–1998 elektroniczną obsługę urządzeń oraz sztuczne oświetlenie w postaci 4 wysokich słupów, na których zainstalowano reflektory. W 1999 zbudowano nową żelbetową trybunę główną z zadaszeniem z lekkiego tworzywa. W latach 1998–2010 na stadionie rozgrywano 13-krotnie turnieje o indywidualne mistrzostwo świata z cyklu Grand Prix IMŚ na żużlu.
Na dwudziestolecie 1986–2006 przypadł czas największych sukcesów Polonii Bydgoszcz w sporcie żużlowym. W tym okresie klub trzykrotnie zdobył Klubowy Puchar Europy na żużlu, pięciokrotnie tytuł Drużynowego Mistrza Polski. Na stadion przychodziły tłumy kibiców. Rozgrywano tu także wiele imprez międzynarodowych.
W otoczeniu stadionu rozbudowywano etapami kompleks sportowy Polonii. W latach 1963–1988 powiększono liczbę kortów tenisowych, zbudowano kort reprezentacyjny z trybuną dla widzów, w latach 80. wzniesiono salę gimnastyczną, kryty basen oraz budynek administracyjny. W 2003 roku po restrukturyzacji Polonii, kompleks sportowy przekazano klubowi uczelnianemu AZS UKW Bydgoszcz. W latach 2010–2013 część obiektów wyburzono i na ich miejscu wzniesiono Centrum Edukacji Kultury Fizycznej i Sportu Uniwersytetu Kazimierza Wielkiego z halą sportową na 1,5 tys. widzów, basenem pływackim, siłownią, salą do fitness, salą sportów walki oraz laboratorium.
26 października 2016 roku Rada Miasta uchwaliła nową nazwę obiektu na Stadion Polonii Bydgoszcz im. Marszałka Józefa Piłsudskiego. W przywróceniu patrona sprzed wojny uczestniczyło Stowarzyszenie „Biało-Czerwone Pokolenie”, zrzeszające kibiców Polonii.

### Remont
W 2010 roku miasto przymierzało się do remontu stadionu, względnie jego sprzedaży i budowy nowego w Fordonie, jednak wskutek sprzeciwów kibiców oraz innych przeszkód natury finansowej i administracyjnej odstąpiono od tych zamiarów. W 2017 roku magistrat Bydgoszczy przygotował plan modernizacji stadionu, który przewiduje zmianę trybun z ziemnych na żelbetowe, podwyższenie ich i przybliżenie do toru, budowę nowego parku maszyn pod trybuną wschodnią, zaplecza sanitarno-gastronomicznego dla kibiców i zaplecza techniczno-socjalnego dla zawodników. Po przebudowie stadion dysponować ma nadal 13 tys. miejsc siedzących i być przystosowany do zadaszenia widowni i toru. We wrześniu 2017 przewidywano modernizację części widowni naprzeciwko trybuny głównej, jednak zadanie to o wartości 6,79 mln zł zostało przeniesione na rok 2018.
Ostatecznie prace rozpoczęto w październiku 2018 od rozbiórki starego parku maszyn i znajdującej się przy nim trybuny B (wschodniej). Zdemontowane z niej plastikowe krzesełka zostaną wykorzystane na trybunie przylegającej do drugiego łuku. W przetargu na przebudowę widowni naprzeciwko trybuny głównej (2,5 tys. miejsc) najtańsza złożona oferta wyniosła 21,5 mln zł (przy założonym kosztorysie 8 mln zł). Wykonawcą została firma Ebud. Prace rozpoczęto 27 lutego 2019, z terminem realizacji do marca 2020, który jednak nie został dotrzymany. Ostatecznie trybuna razem z 2499 biało-czerwonymi krzesełkami została ukończona do 15 czerwca 2020, a jesienią 2020 Urząd Miasta rozpisał przetarg na przebudowę kolejnej części trybun na 4635 miejsc (z 7 wejściami i 2 windami), które znajdą się bliżej I łuku niż do tej pory. Pod trybuną swoją siedzibę ma znaleźć Muzeum Polonii. Docelowo obiekt ma liczyć 13800 miejsc siedzących.

## Imprezy na stadionie Polonii

### Lekkoatletyczne
- Mistrzostwa Polski Seniorów w Lekkoatletyce 1932 (4 września 1932) – pięciobój mężczyzn
- Mistrzostwa Polski Seniorów w Lekkoatletyce 1933 (1–2 lipca 1933) – mistrzostwa Polski mężczyzn
- Mistrzostwa Polski Seniorów w Lekkoatletyce 1936 (4 lipca 1936) – dziesięciobój lekkoatletyczny
- Mistrzostwa Polski Seniorów w Lekkoatletyce 1937 (10–11 lipca 1937) – mistrzostwa Polski kobiet
- Mistrzostwa Polski Seniorów w Lekkoatletyce 1947 (13–14 września 1947) – dziesięciobój lekkoatletyczny
- Mistrzostwa Polski Seniorów w Lekkoatletyce 1948 (10–11 lipca 1948) – mistrzostwa Polski kobiet
- Mistrzostwa Polski Seniorów w Lekkoatletyce 1950 (6 sierpnia 1950) – pięciobój mężczyzn

Od 1960 główne imprezy lekkoatletyczne rangi mistrzostw Polski oraz międzynarodowe mityngi i mistrzostwa rozgrywano na stadionie Zawiszy Bydgoszcz.

### Piłkarskie
Od 1926 roku na obiekcie regularnie odbywają się mecze ligowe z udziałem drużyny piłkarskiej Polonii Bydgoszcz. Zespół w latach 1928–1935 czterokrotnie uzyskiwał tytuły mistrzów Pomorza i rozgrywał mecze barażowe o wejście do ekstraklasy piłki nożnej. Po II wojnie światowej drużyna przez 7 sezonów (lata 1954–1961) występowała w ekstraklasie piłkarskiej. W 1960 Polonia uzyskała najwyższą w swojej historii 5. lokatę, a w 1961 rozgrywała mecze derbowe z występującą równocześnie w ekstraklasie drużyną Zawiszy Bydgoszcz. W 2000 roku z okazji 80-lecia klubu na stadionie rozegrano mecz oldbojów Polska – Niemcy, a 10 lat później z okazji 90-lecia mecz pomiędzy dwoma najstarszymi klubami w Bydgoszczy: Polonią i Gwiazdą.

### Żużlowe
Wiosną 1930 roku Unia Poznań zorganizowała jedne z pierwszych w kraju zawody motocyklowe, na które udali się członkowie Bydgoskiego Klubu Motocyklistów, którzy rozpoczęli starania o organizacje podobnego przedsięwzięcia w Bydgoszczy. Doszło do niego 20 lipca 1930 roku na bieżni lekkoatletycznej stadionu Polonii. Rozegrano 2 wyścigi na dystansie 4 kilometrów (10 okrążeń po 400m), zaś trzeci, finałowy był dwukrotnie dłuższy. Zwycięzcą okazał się zawodnik KMB Edward Buda. Jeszcze w 1930 odbyły się w Bydgoszczy drugie zawody, tym razem, po raz pierwszy w Polsce, przy sztucznym świetle. Od 1948 roku na obiekcie regularnie odbywają się rozgrywki ligowe z udziałem żużlowców Polonii Bydgoszcz. Od 1951 nieprzerwanie przez 57 lat żużlowcy uczestniczyli w rozgrywkach ekstraklasy żużlowej. Na stadionie rozgrywano także szereg imprez krajowych i międzynarodowych:
- Criterium Asów (1951–1960)
- Kryterium Asów Polskich Lig Żużlowych (co roku od 1982) – tradycyjnie otwiera żużlowy sezon na polskich torach
- Indywidualne Mistrzostwa Polski na Żużlu (1935, 1972, 1993, 1998, 1999, 2001, 2003)
- Memoriał Zbigniewa Raniszewskiego (1957–1975, 1984)
- Mistrzostwa Świata Par na Żużlu 1973 (półfinał)
- Mistrzostwa Świata Par na Żużlu 1993 (półfinał)
- Indywidualne Mistrzostwa Świata na Żużlu 1975 (24 sierpnia 1975) – finał Europejski, wygrał Ivan Mauger  przed Ole Olsenem , piąty był Henryk Glücklich
- Drużynowe Mistrzostwa Świata na Żużlu (24 września 1995) – wygrała  przed  i
- Grand Prix Polski na żużlu – imprezy z cyklu Grand Prix IMŚ na żużlu wyłaniające Indywidualnego Mistrza Świata na Żużlu
  - Grand Prix Polski na Żużlu 1998 (18 września 1998) – wygrał Tomasz Gollob 
  - Grand Prix Polski II na Żużlu 1999 (28 sierpnia 1999) – wygrał Hans Nielsen , piąte miejsce zajął Tomasz Gollob
  - Grand Prix Polski na Żużlu 2001 (8 września 2001) – wygrał Jason Crump , dziewiąte miejsce zajął Tomasz Gollob
  - Grand Prix Polski na Żużlu 2002 (25 maja 2002) – wygrał Tomasz Gollob 
  - Grand Prix Polski na Żużlu 2003 (20 września 2003) – wygrał Tomasz Gollob , czwarte miejsce zajął Piotr Protasiewicz
  - Grand Prix Polski na Żużlu 2004 (18 września 2004) – wygrał Tomasz Gollob , szóste miejsce zajął Jarosław Hampel
  - Grand Prix Polski na Żużlu 2005 (27 sierpnia 2005) – wygrał Tomasz Gollob , szóste miejsce zajął Piotr Protasiewicz
  - Grand Prix Polski na Żużlu 2006 (23 września 2006) – wygrał Nicki Pedersen , trzecie miejsce zajął Tomasz Gollob
  - Grand Prix Polski na Żużlu 2007 (8 września 2007) – wygrał Tomasz Gollob , drugie miejsce zajął Krzysztof Kasprzak
  - Grand Prix Polski na Żużlu 2008 (13 września 2008) – wygrał Greg Hancock , trzecie miejsce zajął Tomasz Gollob
  - Grand Prix Polski na Żużlu 2008 (18 października 2008) – wygrał Tomasz Gollob 
  - Grand Prix Polski na Żużlu 2009 (17 października 2009) – wygrał Nicki Pedersen , trzecie miejsce zajął Sebastian Ułamek
  - Grand Prix Polski II na Żużlu 2010 (9 października 2010) – wygrał Andreas Jonsson , trzecie miejsce zajął Janusz Kołodziej
- Klubowy Puchar Europy na żużlu (1998) – rozgrywane na wzór piłkarskiej Ligi Mistrzów

### Rekordy
| Tabela rekordów na stadionie Polonii na torze o długości 399m | Tabela rekordów na stadionie Polonii na torze o długości 399m | Tabela rekordów na stadionie Polonii na torze o długości 399m | Tabela rekordów na stadionie Polonii na torze o długości 399m | Tabela rekordów na stadionie Polonii na torze o długości 399m | Tabela rekordów na stadionie Polonii na torze o długości 399m |
| Czas (s)                                                      | Nazwisko                                                      | Drużyna                                                       | Data                                                          | Zawody                                                        |                                                               |
| ------------------------------------------------------------- | ------------------------------------------------------------- | ------------------------------------------------------------- | ------------------------------------------------------------- | ------------------------------------------------------------- | ------------------------------------------------------------- |
| 74,2                                                          | Norbert Świtała                                               | Polonia Bydgoszcz                                             | 17.05.1964                                                    | czwórmecz o Puchar PZMot                                      |                                                               |
| 72,4                                                          | Andrzej Pogorzelski                                           | Stal Gorzów                                                   | 31.05.1964                                                    | mecz I ligi Polonia Bydgoszcz – Stal Gorzów                   |                                                               |
| 72,4                                                          | Igor Plechanow                                                | ZSRR                                                          | 10.06.1964                                                    | I Puchar Bałtyku                                              |                                                               |
| 72,0                                                          | Henryk Gluecklich                                             | Polonia Bydgoszcz                                             | 10.10.1972                                                    | międzynarodowy turniej par                                    |                                                               |
| 70,3                                                          | Bolesław Proch                                                | Stal Gorzów                                                   | 17.06.1978                                                    | mecz I ligi Polonia Bydgoszcz – Stal Gorzów                   |                                                               |
| 71,9                                                          | Edward Jancarz                                                | Stal Gorzów                                                   | 17.06.1978                                                    | mecz I ligi Polonia Bydgoszcz – Stal Gorzów                   |                                                               |
| 70,8                                                          | Bolesław Proch                                                | Stal Gorzów                                                   | 17.06.1978                                                    | mecz I ligi Polonia Bydgoszcz – Stal Gorzów                   |                                                               |
| 70,2                                                          | Edward Jancarz                                                | Stal Gorzów                                                   | 25.03.1984                                                    | III Kryterium Asów Polskich Lig Żużlowych                     |                                                               |
| 70,0                                                          | Juha Moksunen                                                 | Finlandia                                                     | 25.05.1985                                                    | ćwierćfinał IMŚJ 1985                                         |                                                               |
| 69,05                                                         | Ryszard Dołomisiewicz                                         | Polonia Bydgoszcz                                             | 24.08.1986                                                    | mecz I ligi Polonia Bydgoszcz – Stal Rzeszów                  |                                                               |

| Tabela rekordów na stadionie Polonii na torze o długości 374m | Tabela rekordów na stadionie Polonii na torze o długości 374m | Tabela rekordów na stadionie Polonii na torze o długości 374m | Tabela rekordów na stadionie Polonii na torze o długości 374m | Tabela rekordów na stadionie Polonii na torze o długości 374m | Tabela rekordów na stadionie Polonii na torze o długości 374m |
| Czas (s)                                                      | Nazwisko                                                      | Drużyna                                                       | Data                                                          | Zawody                                                        |                                                               |
| ------------------------------------------------------------- | ------------------------------------------------------------- | ------------------------------------------------------------- | ------------------------------------------------------------- | ------------------------------------------------------------- | ------------------------------------------------------------- |
| 71,68                                                         | Zenon Kasprzak                                                | Unia Leszno                                                   | 22.03.1987                                                    | VI Kryterium Asów Polskich Lig Żużlowych                      |                                                               |
| 69,50                                                         | Kenneth Nyström                                               | Szwecja                                                       | 7.04.1987                                                     | mecz Polska-Szwecja                                           |                                                               |
| 69,32                                                         | Krzysztof Ziarnik                                             | Polonia Bydgoszcz                                             | 14.04.1987                                                    | mecz I ligi Polonia Bydgoszcz – Unia Tarnów                   |                                                               |
| 69,08                                                         | Marek Ziarnik                                                 | Polonia Bydgoszcz                                             | 14.04.1987                                                    | mecz I ligi Polonia Bydgoszcz – Unia Tarnów                   |                                                               |
| 69,07                                                         | Marek Ziarnik                                                 | Polonia Bydgoszcz                                             | 14.04.1987                                                    | mecz I ligi Polonia Bydgoszcz – Unia Tarnów                   |                                                               |
| 69,06                                                         | Ryszard Dołomisiewicz                                         | Polonia Bydgoszcz                                             | 1.05.1987                                                     | mecz I ligi Polonia Bydgoszcz – ROW Rybnik                    |                                                               |
| 66,77                                                         | Ryszard Dołomisiewicz                                         | Polonia Bydgoszcz                                             | 3.05.1987                                                     | mecz I ligi Polonia Bydgoszcz – Start Gniezno                 |                                                               |
| 65,48                                                         | Ryszard Dołomisiewicz                                         | Polonia Bydgoszcz                                             | 3.05.1987                                                     | mecz I ligi Polonia Bydgoszcz – Start Gniezno                 |                                                               |

| Tabela rekordów na stadionie Polonii przy obecnej długości toru – 348 m | Tabela rekordów na stadionie Polonii przy obecnej długości toru – 348 m | Tabela rekordów na stadionie Polonii przy obecnej długości toru – 348 m | Tabela rekordów na stadionie Polonii przy obecnej długości toru – 348 m | Tabela rekordów na stadionie Polonii przy obecnej długości toru – 348 m | Tabela rekordów na stadionie Polonii przy obecnej długości toru – 348 m |
| Czas (s)                                                                | Nazwisko                                                                | Drużyna                                                                 | Data                                                                    | Zawody                                                                  |                                                                         |
| ----------------------------------------------------------------------- | ----------------------------------------------------------------------- | ----------------------------------------------------------------------- | ----------------------------------------------------------------------- | ----------------------------------------------------------------------- | ----------------------------------------------------------------------- |
| 64,00                                                                   | Ryszard Dołomisiewicz                                                   | Polonia Bydgoszcz                                                       | 17.03.1991                                                              | mecz sparingowy Polonia Bydgoszcz – Stal Gorzów                         |                                                                         |
| 62,94                                                                   | Ryszard Dołomisiewicz                                                   | Polonia Bydgoszcz                                                       | 30.05.1991                                                              | mecz I ligi Polonia Bydgoszcz – Motor Lublin                            |                                                                         |
| 62,62                                                                   | Per Jonsson                                                             | Apator Toruń                                                            | 25.08.1991                                                              | mecz I ligi Polonia Bydgoszcz – Apator Toruń                            |                                                                         |
| 62,03                                                                   | Tomasz Gollob                                                           | Polonia Bydgoszcz                                                       | 4.04.1993                                                               | mecz I ligi Polonia Bydgoszcz – Unia Tarnów                             |                                                                         |
| 61,01                                                                   | Tony Rickardsson                                                        | Szwecja                                                                 | 6.06.1993                                                               | półfinał mistrzostw świata par na żużlu                                 |                                                                         |
| 60,14                                                                   | Piotr Protasiewicz                                                      | Polonia Bydgoszcz                                                       | 7.09.1997                                                               | mecz I ligi Polonia Bydgoszcz – Polonia Piła                            |                                                                         |
| 60,11                                                                   | Tomasz Gollob                                                           | Polonia Bydgoszcz                                                       | 10.06.1999                                                              | mecz I ligi Polonia Bydgoszcz – Unia Leszno                             |                                                                         |
| 59,64                                                                   | Emil Sajfutdinow                                                        | Polonia Bydgoszcz                                                       | 8.05.2011                                                               | mecz I ligi Polonia Bydgoszcz – Orzeł Łódź                              |                                                                         |

## Ciekawostki
- 3 czerwca 1934 na stadionie rozegrano mecz pomiędzy reprezentacjami polskiego Pomorza i niemieckich Prus Wschodnich. Okrzyknięto go największym widowiskiem piłkarskim na Pomorzu w dwudziestoleciu międzywojennym. Mecz obserwowało 8 tysięcy widzów, a wśród nich m.in. dowódca garnizonu Bydgoszcz gen. Wiktor Thommée, prezydent Bydgoszczy Leon Barciszewski i wicekonsul niemiecki Bernard. Mecz wygrali Niemcy 1:0. W skład reprezentacji Pomorza weszło 6 piłkarzy Polonii Bydgoszcz[27].
- Zimą 1964/1965 na stadionie Polonii zorganizowano pierwsze w Polsce zawody motocyklowe Ice speedway[11]. Wygrał je Mieczysław Połukard. W kolejnych latach zawodnik ten oraz bracia Świtałowie z Polonii reprezentowali Polskę w Indywidualnych i Drużynowych Mistrzostwach Świata w wyścigach na torze lodowym.
- 8 września 1970 podczas zawodów z okazji 25-lecia Ilustrowanego Kuriera Polskiego zgasły światła. Wtedy na pas bezpieczeństwa wyjechało kilkadziesiąt samochodów i przy świetle z ich reflektorów dokończono turniej[11].
- 19 września 1971 rozgrywano decydujący o mistrzostwie Polski mecz między Polonią Bydgoszcz, a Kolejarzem Opole. Po obfitym deszczu zawody stanęły pod znakiem zapytania. Wtedy działacze oraz zawodnicy na czele z Henrykiem Glücklichem wylali na tor paliwo i podpalili tor[11]. Mimo że przy okazji zwęglone zostały niektóre elementy wyposażenia, a publiczność uciekała z trybun przed żarem, nawierzchnię osuszono i zawody mogły się odbyć. Tego dnia Polonia Bydgoszcz zdobyła swój drugi w historii tytuł DMP[11].
- W 1989 przed Derbami Pomorza, na torze rozegrano wyścigi motocykli z przyczepkami („side car”), w większości kierowanych przez kobiety[11].
- Na stadionie miały miejsce groźne wypadki z udziałem żużlowców np. Mieczysława Połukarda, któremu w 1968 po wypadku amputowano nogę, a 26 października 1985 zmarł po tym, jak najechał na niego motocykl[8].
- Od lipca 2024 do końca tegoż sezonu ze względu na remont stadionu w Pile mecze domowe rozgrywa na tym stadionie zespół PKS Polonia Piła[28].